# チェスター・バーナード
チェスター・アーヴィング・バーナード（Chester Irving Barnard、 1886年 - 1961年）は、アメリカ合衆国の電話会社の社長であり、経営学者である。

## 概要
1927年から約20年間、アメリカのベル電話システム傘下のニュージャージー・ベル電話会社社長を務め、その社長在任中の1938年に主著『経営者の役割』を刊行し、それによって科学的管理法のフレデリック・テイラーと並び称される経営学者としての名声を確立した。

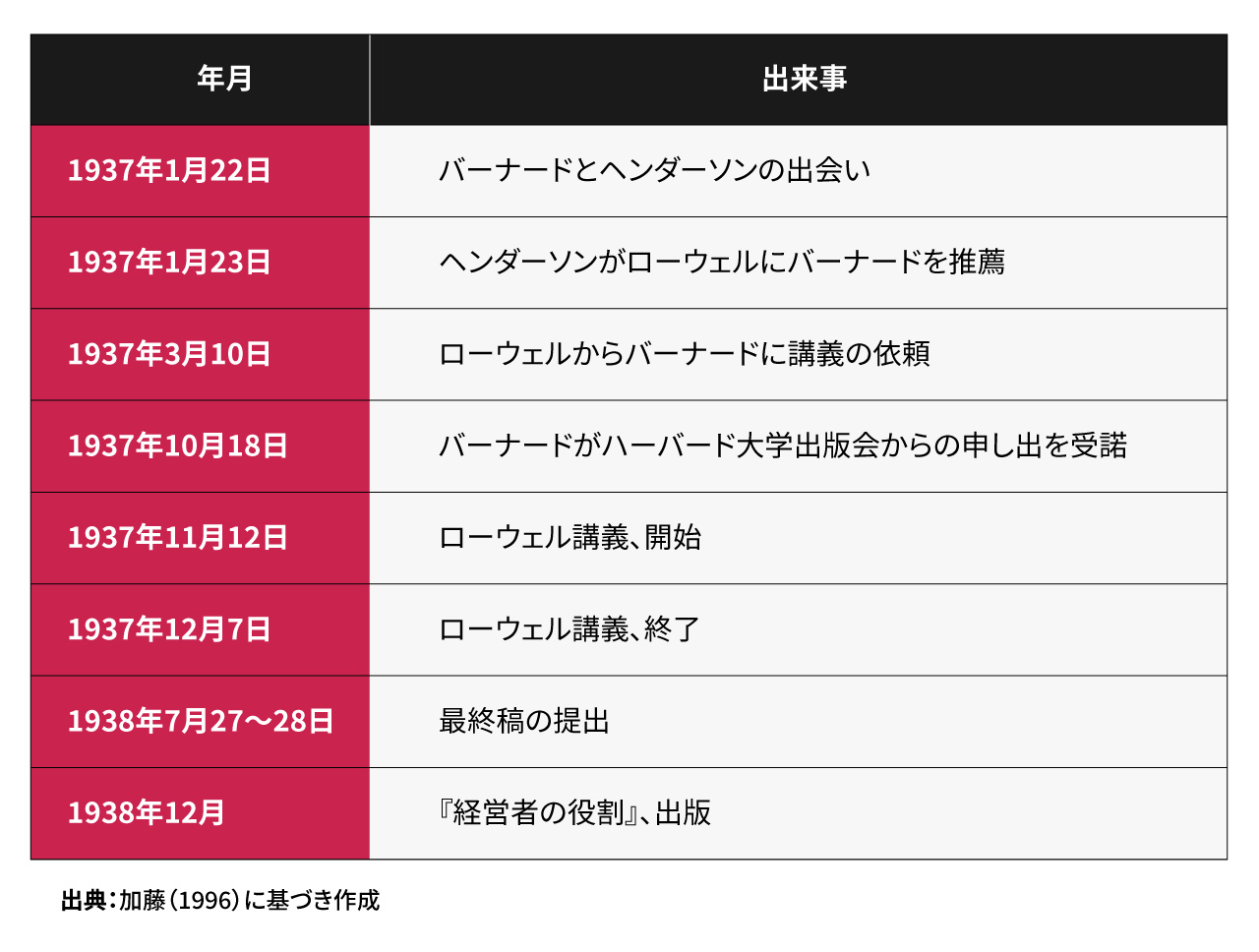
[https://lm-tmw.com/theory-and-practice/paradigm-shift-barnard/ 『経営者の役割』の出版の経緯

彼は組織をシステムとして定義し、「意識的に調整された2人またはそれ以上の人々の活動や諸力のシステム」とした。これは公式組織の定義であるが、その成立のための条件として組織の3要素：共通目的（組織目的）・協働意志（貢献意欲）・コミュニケーションを示した。
協働のシステムは公式組織が中核となって物的要因・人的要因・社会的要因が結合したシステムである。組織の3要素の均衡が組織成立の条件であり、存続の前提となる。この均衡を内部均衡という。また、人間にも組織にも、目的達成とそれにともなう満足ということが考えられなければならないが、目的達成の基準は有効性(effectiveness)、満足の基準は能率(efficiency)と定義される（能率という言葉の使い方は一般的なものとは異なる）。管理論はこのような組織論の基礎の上に築かれ、道徳の創造というリーダーシップが導き出される。
バーナードの主たる理論的な相貌は主著に明瞭に現れているが、この著作はニュージャージー・ベル電話会社の社長時代に、ハーバード大学のローウェル研究所で行った公開講義に部分的拡大と加筆修正を加えて完成させたものである。その理論はサイモンやセルズニックらに影響を与えた。

## 主な著作
- 『経営者の役割』(1938年) 山本安次郎・田杉競・飯野春樹訳
- 『組織と管理』飯野春樹監訳・日本バーナード協会訳
- 『経営者の哲学』飯野春樹監訳・日本バーナード協会訳